# 平戶海雄貴
平戶海雄貴，(2000年4月20-)，原名坂口雄貴，日本長崎縣平戶市出身的現役大相撲力士。身高174.9cm、體重135kg、血型B型，最高位置西小結（2024年7月場所、9月場所）。所屬相撲部屋是境川部屋。
坂口小學一年級時已學習相撲，中學畢業後加入境川部屋，2016年3月場所初次比賽，2021年11月晉級十兩，9月場所晉級幕內，他也是自2011年後再有長崎縣力士晉級幕內級別。
在2024年7月場所得三賞中的技能賞。